# Johann Georg Mönckeberg (Politiker, 1766)

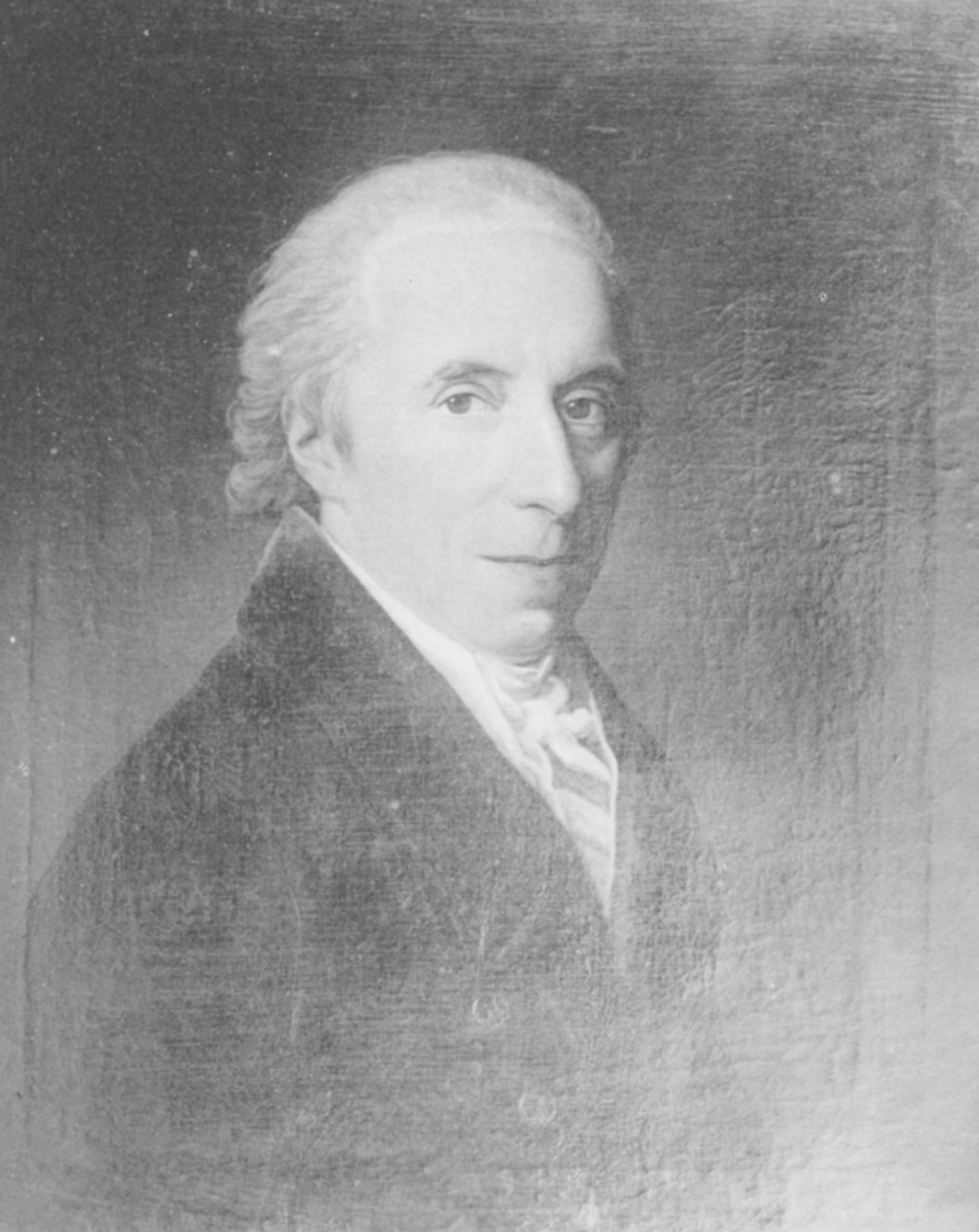
Johann Georg Mönckeberg

Johann Georg Mönckeberg (* 7. November 1766 in Hamburg; † 30. April 1842 ebenda) war ein deutscher Rechtsanwalt, Bibliothekar und Senator der Freien und Hansestadt Hamburg. 

## Leben

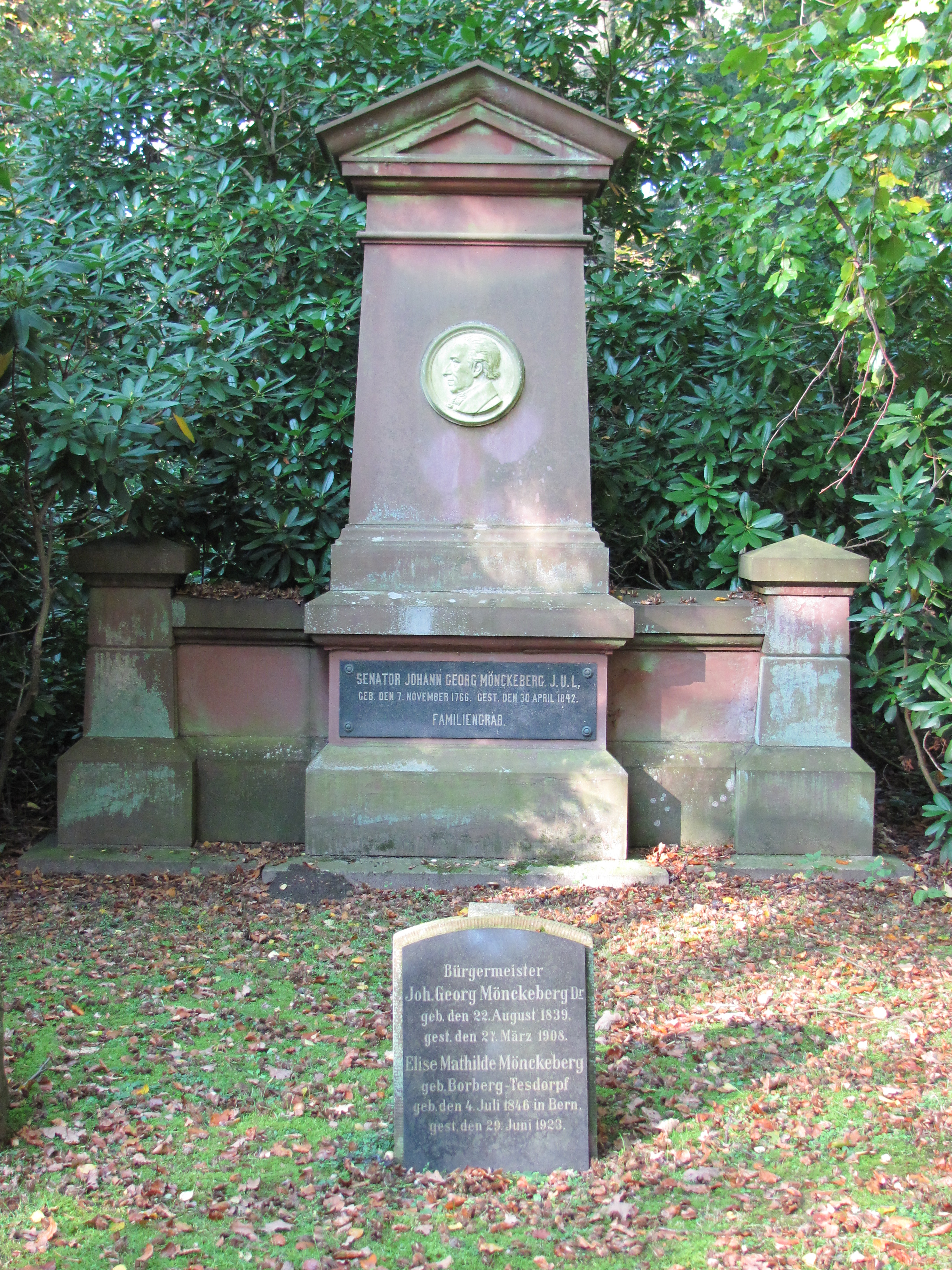
Gräber von Senator Johann Georg Mönckeberg (hinten) und seinem Enkel (vorne) auf dem Ohlsdorfer Friedhof

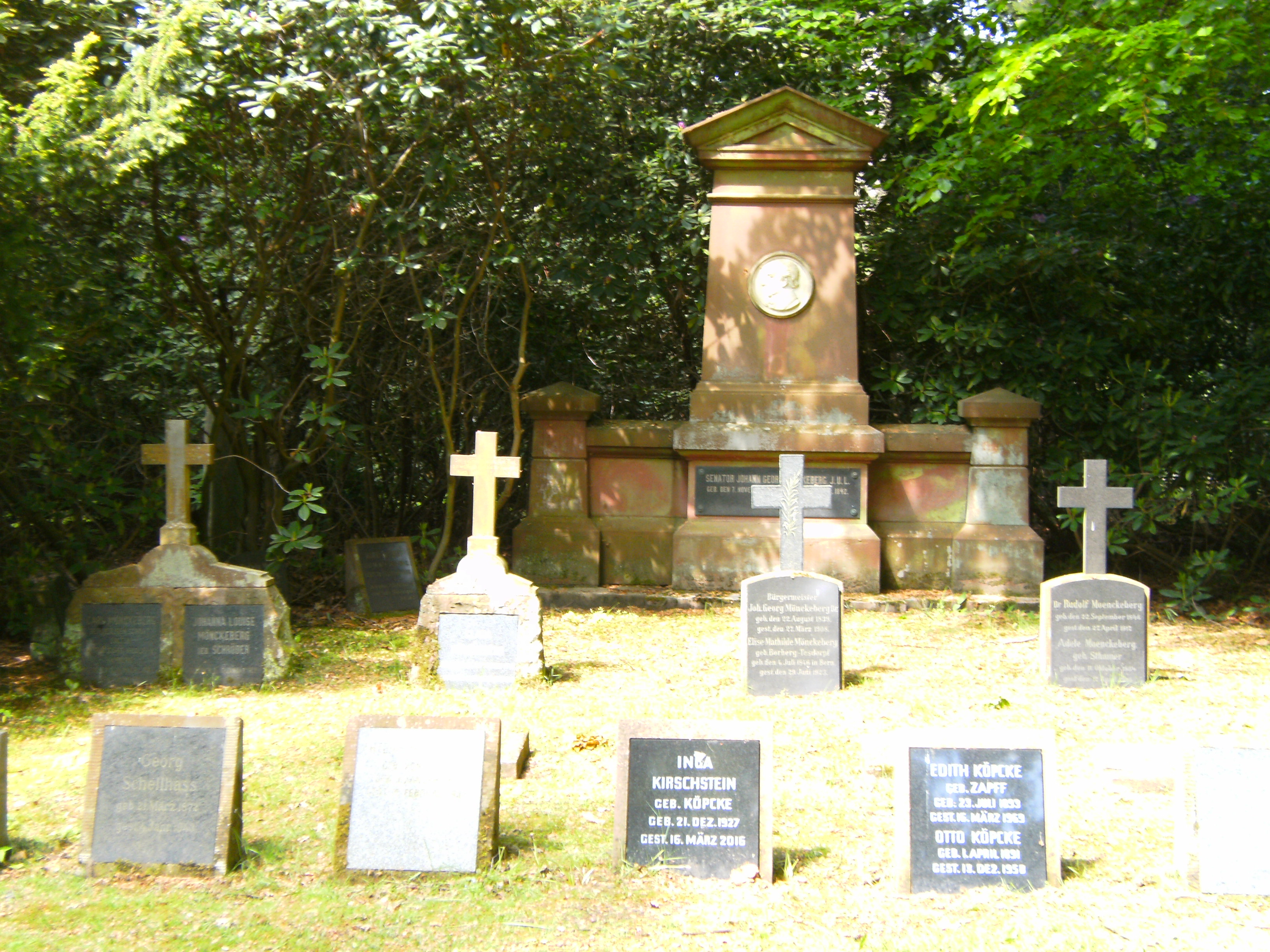
Gräber der Familie Mönckeberg auf dem Ohlsdorfer Friedhof in Hamburg

Johann Georg Mönckeberg war Sohn einer aus Münder/Deister stammenden Kaufmannsfamilie und besuchte die Gelehrtenschule des Johanneums und das Akademische Gymnasium. Von 1785 bis 1788 studierte er an der Universität Göttingen Rechtswissenschaften und absolvierte dieses Studium als Lizenziat der Rechte. Danach folgte eine Stelle am Reichskammergericht in Wetzlar. 1789 wurde er in Hamburg Rechtsanwalt zugelassen und erfreute sich bald größeren Zuspruchs. Er war Bibliothekar der Commerzbibliothek der Handelskammer Hamburg und besaß selber eine umfangreiche Bibliothek. Im Jahr 1826 wurde er in dem verfassungsrechtlich vorgesehenen Losverfahren in den Hamburger Senat gewählt. Dort war er insbesondere auf dem Gebiet der Justizorganisation und im Bereich der Obergerichtsbarkeit tätig. 
Senator Mönckeberg wurde am ersten Tag des Hamburger Brandes auf dem Friedhof Ohlsdorf in Hamburg-Ohlsdorf beerdigt. Um seinen Grabstein wurde das Familiengrab Mönckeberg angelegt. Sein Enkel war der bekannte Hamburger Bürgermeister Johann Georg Mönckeberg (1839–1908).
Er hinterließ eine umfangreiche Privatbibliothek von über 7.500 Bänden, deren Bestände im Wesentlichen in die damalige Hamburger Stadtbibliothek gelangten, während die Hamburgensien in das Hamburger Staatsarchiv separiert wurden.